# (19308) 1996 TO66
(19308) 1996 TO66 – duża planetoida z Pasa Kuipera, zaliczana do rodziny planetoidy Haumea.

## Odkrycie i nazwa
Planetoida (19308) 1996 TO66 została odkryta 12 października 1996 roku przez amerykańskich astronomów Chada Trujillo, Davida Jewitta i Jane Luu. Odkrycia dokonano w obserwatorium astronomicznym na Mauna Kea (Hawaje).
Obiekt nie ma jeszcze nazwy własnej, a tylko oznaczenie prowizoryczne i stały numer.

## Orbita
Orbita (19308) 1996 TO66 nachylona jest pod kątem 27,38˚ do ekliptyki, a jej mimośród wynosi 0,1200. Ciało to krąży w średniej odległości 43,35 j.a. od Słońca; na jeden obieg potrzebuje ok. 285 lat ziemskich. Peryhelium tego obiektu znajduje się w odległości 38,15 j.a., a aphelium zaś 48,55 j.a. od Słońca.
Obiekt zaliczany jest do rodziny planetoidy Haumea. Powstał najprawdopodobniej w wyniku zderzenia się z obiektem (136108) Haumea innego dużego ciała niebieskiego, wskutek czego (19308) 1996 TO66 oderwał się od obiektu macierzystego.

## Właściwości fizyczne
Rozmiary (19308) 1996 TO66 szacuje się na ok. 409 km. Absolutna wielkość gwiazdowa tej planetoidy wynosi ok. 4,8m. Jest to bardzo zimne ciało niebieskie. Analiza widma wskazuje na obecność na powierzchni lodu wodnego.